# Mittsu no Hanashi
Tres cuentos (新しい動画 3つのはなし, Mittsu no Hanashi) es un anime en blanco y negro estrenado el 15 de enero de 1960. Fue el primer anime en ser transmitido por televisión, tres años antes que Astroboy.

## Antecedentes
Fue hecho como un experimento de difusión de antología (esto es, una selección de obras literarias) en el canal NHK. Está dividido en tres partes; cada una cuenta una historia individual de fantasía. La primera parte, titulada "La tercera placa" es, técnicamente, el primer segmento emitido por televisión de anime. A pesar de que es cuestionable desde cuándo fue extendido realmente el anime, ya que en 1953 NHK sólo estaba transmitiendo 866 sets por televisión. Se desconoce la estimación de cuánto escaló su infraestructura tan sólo siete años después. Aunque la mejor evidencia que indica que el anime en blanco y negro viene de la estación de NHK, lo que revela que esta cadena no hizo su primera transmisión en color hasta el 10 de septiembre de 1960 a las ocho y cincuenta y cinco minutos de la tarde, nueve meses después en Tokio y Osaka.

## Historia
La historia es una antología de 3 cuentos de hadas diferentes.
| Cuento         | Nombre en japonés | Traducción del título | Historia original de |
| -------------- | ----------------- | --------------------- | -------------------- |
| Primer cuento  | 第三の皿          | La tercera placa      | Hirosuke Hamada      |
| Segundo cuento | オッペルと象      | Oppel y el elefante   | Kenji Miyazawa       |
| Tercer cuento  | 眠い町            | El pueblo durmiente   | Mimei Ogawa          |

## Reparto
Kenji Miyazawa no llegó a ver su obra hecha en anime. Mimei Ogawa murió justo un año después de su emisión, en 1961.
| Función               | Nombre en japonés | Romanji          |
| --------------------- | ----------------- | ---------------- |
| Director y supervisor | 小薗江圭子        | Keiko Osonoe     |
| Director y supervisor | 中原収一          | Shuichi Nakahara |
| Director y supervisor | 和田誠            | Makoto Wada      |
| Autor original        | 浜田広介          | Hirosuke Hamada  |
| Autor original        | 宮沢賢治          | Kenji Miyazawa   |